# Eumerus connexus
Eumerus connexus är en tvåvingeart som beskrevs av Hull 1964. Eumerus connexus ingår i släktet månblomflugor, och familjen blomflugor.
Artens utbredningsområde är Kenya. Inga underarter finns listade i Catalogue of Life.